# Rome: Total War: Alexander
Rome: Total War: Alexander - друге розширення до покрокової стратегічної відеогри Rome: Total War. Події доповнення відбуваються в більш ранній період історії, ніж в оригінальній грі, ставлячи гравця в роль Александра Македонського. Починається воно зі сходження Александра на македонський престол у 336 році до н. е. і триває 100 ігрових ходів до 323 року до н. е. (його смерті). Ігровий процес майже такий самий, як і в оригінальному Rome: Total War, але з меншою кількістю фракцій, іншими бойовими підрозділами та картою. Розширення було випущено в 2006 році для Microsoft Windows. Версія MacOS Rome: Total War: Alexander була випущена 27 лютого 2014 року компанією Feral Interactive. Окрема версія розширення, також від Feral, була випущена для iPad 27 липня 2017 року. Версія гри для iPhone та Android була випущена 24 жовтня 2019 року.

## Ігровий процес
Ігровий процес Alexander здебільшого схожий на геймплей оригінального Rome: Total War, коли гравець командує окремими арміями на полі битви та керує цілою державою на карті кампанії.

### Кампанія
Основна кампанія Alexander зосереджується навколо завоювання Александром Македонським Імперії Ахеменідів. Незважаючи на те, що в кампанії оригінальної гри можна було грати за велику кількість фракцій, Македонія - єдина доступна для гри фракція в кампанії Alexander. Граючи за неї, гравець повинен підкорити 30 провінцій, включаючи ряд міст, таких як Тир, Галікарнас та Вавилон в Персії та різних "варварів", таких як фракійці, іллірійці, скіфи та дахи. Гравець має лише 100 ходів, щоб досягнути цілей кампанії. Сам Александр також повинен вижити, поки гравець не досягне цілей; якщо він помре, гравець зазнає поразки. Про кампанію розповідає Браян Блесід.

### Історичні битви
На додаток до основної кампанії, в експансії також є шість історичних битв, починаючи з Битви при Херонеї, де Александр допомагає своєму батькові, Філіпу II, проти об’єднаних сил Афін і Фів. Далі - Битва на Граніку проти Мемнона Родоського. Після неї іде облога Галікарнаса, в якій Мемнон гине. Четверта та п'ята битви - це битва при Іссі та битва при Гавгамелах відповідно. Обидві вони проти перського царя Дарія III. Закінчується серія битвою на Гідаспі проти Пора, індійського царя з династії Паурав. Як і в кампанії, якщо Александр загине під час однієї з історичних битв, гравець зазнає поразки. Якщо Александр відступає, гравець теж зазнає поразки. Хоча перша битва доступна за замовчуванням, наступні битви можна розблокувати лише перемогою в попередній битві на "середній" складності або вище. Битви можна відтворювати в будь-який час після розблокування.

## Оцінки
Доповнення отримало "загалом сприятливі відгуки" згідно з вебсайтом збору оглядів Metacritic. Багато рецензентів дійшли висновку, що, хоча розширення пропонувало новий вміст для відданих шанувальників серії Total War, коротка тривалість та обмежений обсяг доповнення зашкодили тому, що в іншому випадку було би хорошим досвідом.
| Агрегатор  | Оцінка |
| ---------- | ------ |
| Metacritic | 79/100 |

| Видання                    | Оцінка |
| -------------------------- | ------ |
| Eurogamer                  | 7/10   |
| GameSpot                   | 8.5/10 |
| GameSpy                    | [ 8 ]  |
| IGN                        | 8/10   |
| PC Gamer (Велика Британія) | 86%    |